# Alemannia Judaica
Alemannia Judaica é o "grupo de trabalho para pesquisa sobre a história dos judeus no sul da Alemanha e áreas adjacentes".
Foi fundada em 24 de maio de 1992 em Hohenems, Vorarlberg, Áustria. O nome do grupo de trabalho refere-se ao foco de sua área de trabalho, a área alemã no sudoeste da Alemanha (áreas de Baden-Württemberg, Alsácia, Suíça alemã, Vorarlberg e Suábia). O grupo de trabalho inclui inúmeras instituições da região que se concentraram no processamento da história judaica regional e local, bem como particulares interessados em trabalhos comemorativos no local.
Os membros do grupo de trabalho reúnem-se todos os anos na forma de uma conferência anual. Cada uma delas é realizada em um local significativo para a história judaica da região, de modo que tanto as atividades podem ser percebidas no local quanto uma troca sobre questões atuais pode ocorrer.
O grupo de trabalho mantém uma página na Internet que fornece informações sobre a história judaica local no sul da Alemanha e arredores. A página está listada no UNESCO Archives Portal desde 2004. Desde o verão de 2021 está sendo revista com o objetivo de modernização.